# Tfd
TFD o thin film diode, es una tecnología de pantalla tipo LCD variante de la tecnología TFT, en la que se busca un mayor ahorro en el consumo de energía pero a costa de reducir el nivel de nitidez y contraste logrado en la tecnología TFT en las mismas condiciones de resolución y profundidad de colores.

## Características
Las pantallas TFD utilizan tecnología de matriz activa en el que se divide el display en una matriz con celdas de un píxel con un diodo asociado a cada píxel. Esto permite un nivel de respuesta y contraste superior al utilizado en las pantallas tipo STN o de matriz inactiva y con la ventaja adicional de que la tecnología TFD posee el mismo consumo y el bajo coste que las pantallas tipo STN.